# Afar-Dreieck
Koordinaten: 12° N, 41° O

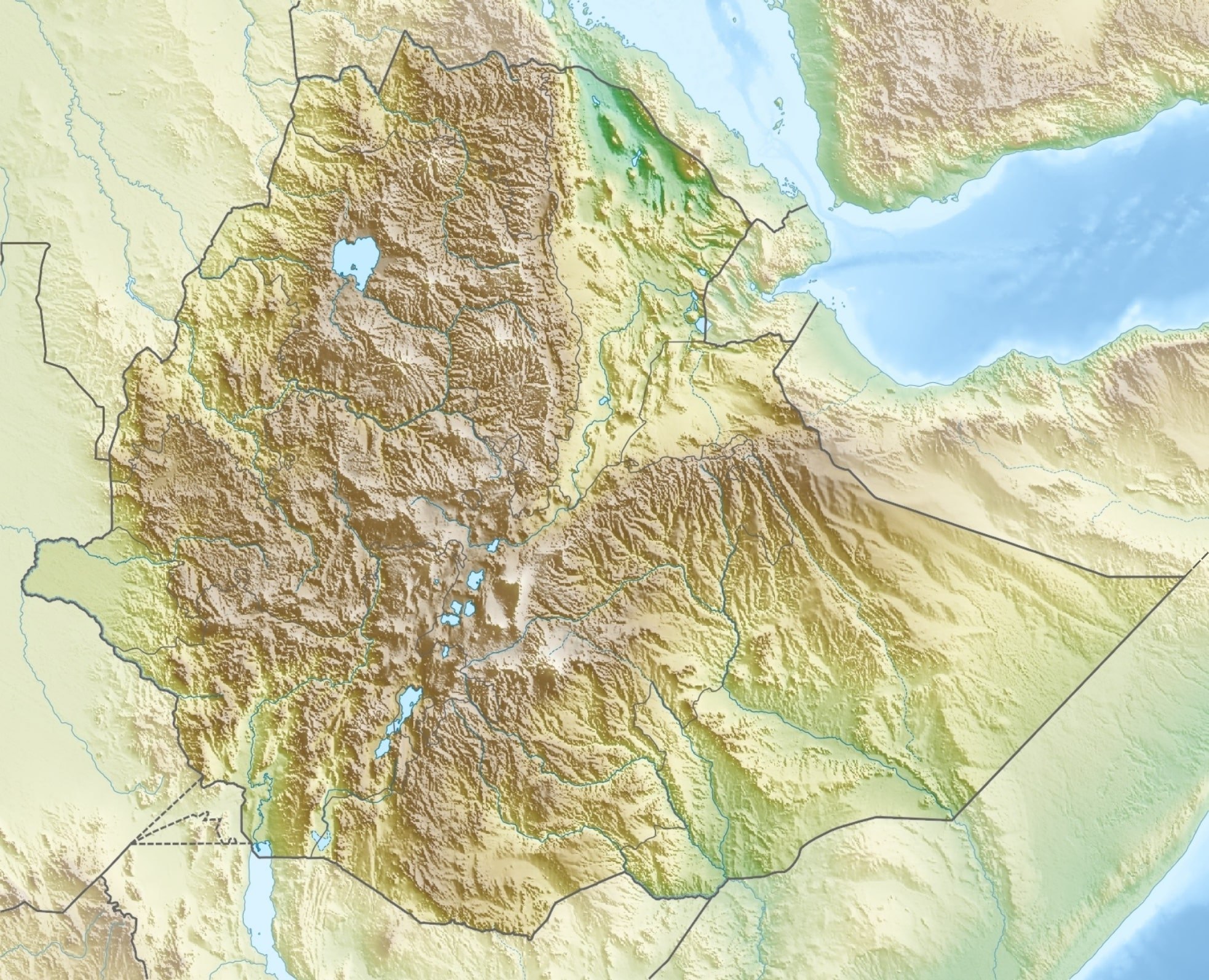
Topografische Karte des Afar-Dreiecks

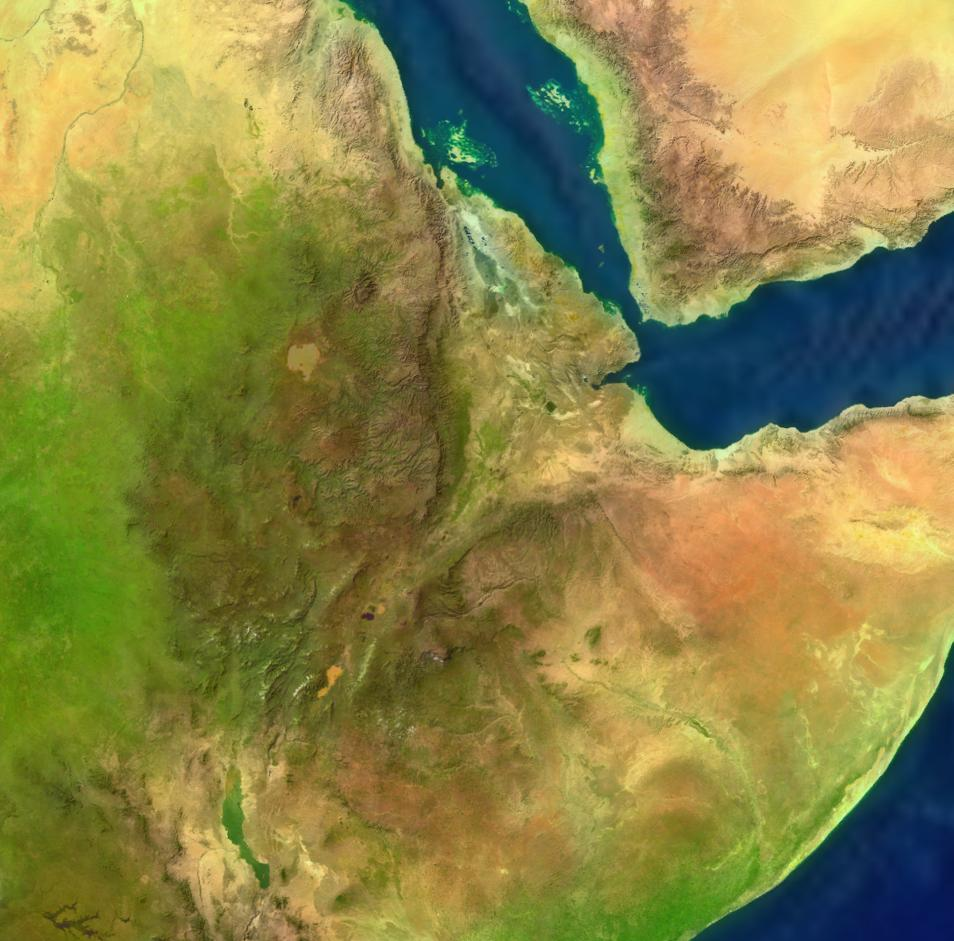
Das Afar-Dreieck im NASA World Wind

Das Afar-Dreieck (mit Afar-Senke und Danakil-Senke) ist eine Tiefebene in Ostafrika. Sie wird durch das Hochland von Äthiopien im Westen, das Somali-Hochland im Süden sowie die Meerenge Bab al-Mandab, die das Rote Meer mit dem Golf von Aden verbindet, begrenzt.
Das etwa 175.000 Quadratkilometer große Gebiet misst von Norden nach Süden rund 700 km und von Westen nach Osten rund 500 km. Politisch umfasst es Dschibuti, die Region Afar in Äthiopien sowie Gebiete Eritreas und Somalias. Sein Name ist vom dort lebenden Volk der Afar oder Danakil abgeleitet.
Da das zum äthiopischen Tiefland (Kolla) gehörende Gebiet im Lee des Hochlandes liegt, ist es ausgesprochen niederschlagsarm.

## Geologie

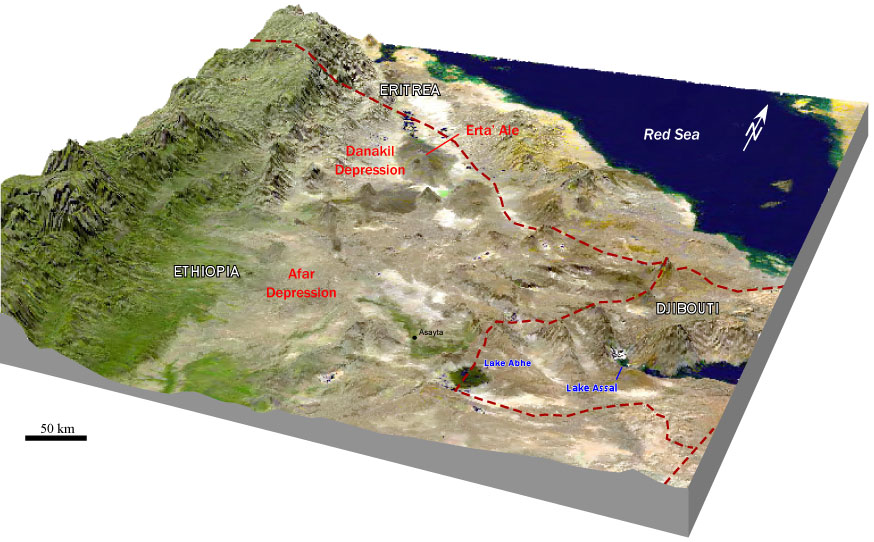
Perspektivische Ansicht des Afar-Dreiecks und seiner Umgebung, erzeugt durch Überlagerung eines Landsat-Bildes mit einem digitalen Höhenmodell, mit Afar-Senke, Danakil-Senke; Abbe-See, Assalsee; Erta Ale (Vulkan)

Aus geologischer Sicht ist das Afar-Dreieck einzigartig, denn dort treffen sich drei aktive Grabenbrüche. Der nordnordwestliche Grabenbruch liegt zwischen der Region und dem Roten Meer, ein zweiter liegt zwischen der Region und dem nordöstlich gelegenen Golf von Aden. Drittens liegt hier der nach Süden verlaufende Ostafrikanische Graben. Hier dehnt sich die Erdkruste infolge der Kontinentaldrift und alle drei Grabenbrüche sind noch aktiv. Die Erdplatten an den jeweiligen Flanken der Grabenbrüche streben auseinander. Dabei wird sich vermutlich im Falle des an das Rote Meer anschließenden Golfs von Aden zukünftig ein Ozeanbecken entwickeln, wie wir es heute kennen.

### Depression

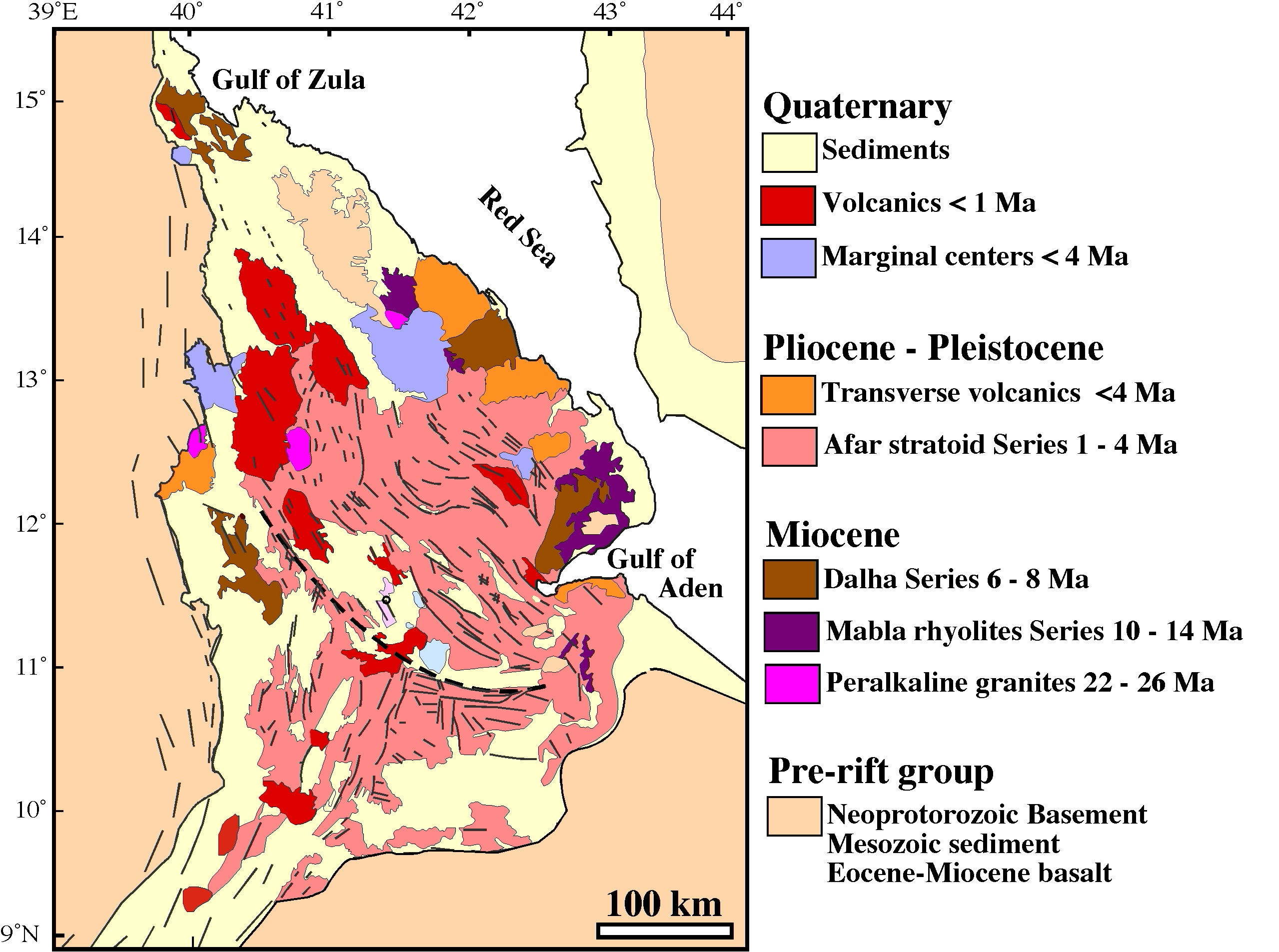
Vereinfachte geologische Karte der Depression

Als Folge dieser Dehnung wird die Erdkruste erheblich dünner und sinkt daher ein. Im Afar-Dreieck ist diese Dehnung bereits seit 30 Millionen Jahren im Gange und aufgrund dieser geologischen Aktivität liegen große Teile des Gebiets inzwischen bis zu 125 m unter dem Meeresspiegel, bilden also eine Depression. Beispiele hierfür sind die Danakil-Depression in Eritrea (−110 m; vgl. Danakil-Somalia), die Koba-Senke in Äthiopien (−115 m) sowie die unten genannten Salzseen.
Diverse Flüsse wie der Awash enden hier und bilden (Salz-)Seen wie den Abbe-See, Assalsee, Karumsee, Bakilisee und Afrerasee. Das Salz aus diesen Lagerstätten findet in Äthiopien traditionell auch als Zahlungsmittel (Amole) Verwendung.
Nach Berechnungen von Geologen ist weiterhin mit dem weiträumigen Absinken des Afar-Dreiecks zu rechnen; die Senke wird demnach eines Tages vollständig mit Wasser aus dem Roten Meer gefüllt werden. Seit 2005 haben die geologischen Aktivitäten in der Region stark zugenommen. Gab es zuvor Bewegungen im Millimeterbereich, entstanden zuletzt Spalten im Meterbereich.

### Vulkanismus
In der Senke gibt es zahlreiche Vulkane wie den Erta Ale, Dallol, Borawli, Adwa, Afdera, Alayta, Alid, Dabbahu und Nabro.
Auch die vulkanische Aktivität nimmt seit 2005 ober- wie unterirdisch zu.

## Paläontologie
Das Afar-Dreieck wurde 1974 weltweit bekannt, nachdem Donald Johanson in Hadar das sehr gut erhaltene Fossil eines 3,18 Millionen Jahre alten, nach dieser Region benannten Australopithecus afarensis gefunden hatte, genannt „Lucy“. Aus dieser fossilen Art – oder einem engen Verwandten dieser Art – hat sich nach heutigem Stand der paläanthropologischen Forschung die Gattung Homo entwickelt, der auch alle modernen Menschen (Homo sapiens) zugeordnet werden. 1994 bis 1997 wurden ebenfalls im Gebiet Mittlerer Awash, nur wenige Kilometer von „Lucy“ entfernt, die Überreste von „Ardi“ geborgen, einem weitgehend erhaltenen Fossil von Ardipithecus ramidus. Dieser 4,4 Millionen Jahre alte Fund gilt als das bisher am besten erhaltene Fossil aus dem Formenkreis der frühesten Hominini. Aus Dikika stammt ferner das gut erhaltene Fossil DIK 1-1, und 2012 wurden mit dem im Grabungsgebiet Woranso-Mille geborgenen Burtele-Fuß Hinweise auf eine bislang noch nicht benannte Art publiziert.
Die ältesten Steingeräte des afrikanischen Early Stone Age (Oldowan-Kultur) stammen von der Fundstelle Gona in der Nähe von Hadar; sie sind 2,6 bis 2,5 Millionen Jahre alt. Im Jahr 2009 wurden bei Dikika 3,3 Millionen Jahre alte Kratz- und Schnittspuren von Steinwerkzeugen auf fossilen Tierknochen entdeckt, die unter anderem belegen, dass bereits Australopithecus afarensis Fleisch von Rippen- und Beinknochen kratzte. Wegen dieser Vielzahl an Funden gilt das Afar-Dreieck als eine der Wiegen der Menschheit.
Die großflächige Afar-Senke weist Fossilien führende Sedimentfüllungen vom Miozän bis zum Holozän auf. Insgesamt sind die Fossilien führenden Schichten mehr als 1000 Meter dick. Die untersten Schichten wurden anhand vulkanischen Gesteins auf ein Alter von sechs Millionen Jahren datiert, in den obersten, 155.000 Jahre alten Schichten, wurden frühe Zeugnisse des archaischen Homo sapiens gefunden.
Das Gebiet lag bereits wiederholt tiefer als heute und wurde durch Flüsse überschwemmt, danach aber jeweils wieder angehoben und fiel trocken. In den Sedimenten früherer Überflutungsflächen und Seen wurden große Mengen vorzeitlicher Fisch-, Schildkröten- und Krokodilreste gefunden. In Ablagerungen längst vergangener Flüsse wurden Knochen der Vorfahren von Elefanten, Flusspferden, Antilopen, Giraffen, Schweinen, Pferden, Nashörnern, Löwen, Hyänen und diverser Affenarten entdeckt – und immer wieder auch Überreste früher Vorfahren des modernen Menschen. Die Funde werden im Nationalmuseum von Äthiopien in Addis Abeba aufbewahrt und dort auch von internationalen Forscherteams wissenschaftlich ausgewertet.

## Belege
1. 1 2  Axel Bojanowski: Überraschende Ausbrüche – Vulkanisches Inferno schafft neuen Ozean in Afrika, Spiegel Online, 19. Januar 2011
2. ↑  S. Semaw u. a.: 2.5-million-year-old stone tools from Gona, Ethiopia. In: Nature, Band 385, 1997, S. 333–336, doi:10.1038/385333a0.
3. ↑  Shannon P. McPherron u. a.: Evidence for stone-tool-assisted consumption of animal tissues before 3.39 million years ago at Dikika. In: Nature, Band 466, 2010, S. 857–860, doi:10.1038/nature09248.
4. ↑  Giday WoldeGabriel et al.: The Geological, Isotopic, Botanical, Invertebrate, and Lower Vertebrate Surroundings of Ardipithecus ramidus. Science, Band 326, 2009, S. 65, doi:10.1126/science.1175817.
5. ↑  Ernesto Abbate, Andrea Albianelli, Augusto Azzaroli et al.: A one-million-year-old Homo cranium from the Danakil (Afar) Depression of Eritrea. In: Nature. Band 393, 1998, S. 458–460, doi:10.1038/30954.